# Мохаммед бин Абдулрахман бин Джассим Аль Тани
Шейх Мохаммед бин Абдулрахман бин Джассим Аль Тани (араб. الشيخ محمد بن عبدالرحمن بن جاسم آل ثاني‎; род. 1 ноября 1980, Доха) — катарский политический и государственный деятель дипломат, экономист, премьер-министр Катара с 7 марта 2023 года и министр иностранных дел с 27 января 2016 года. Он также является председателем Катарского фонда развития с 2014 года и членом Высшего совета Катара по экономическим вопросам и инвестициям с 2014 года.

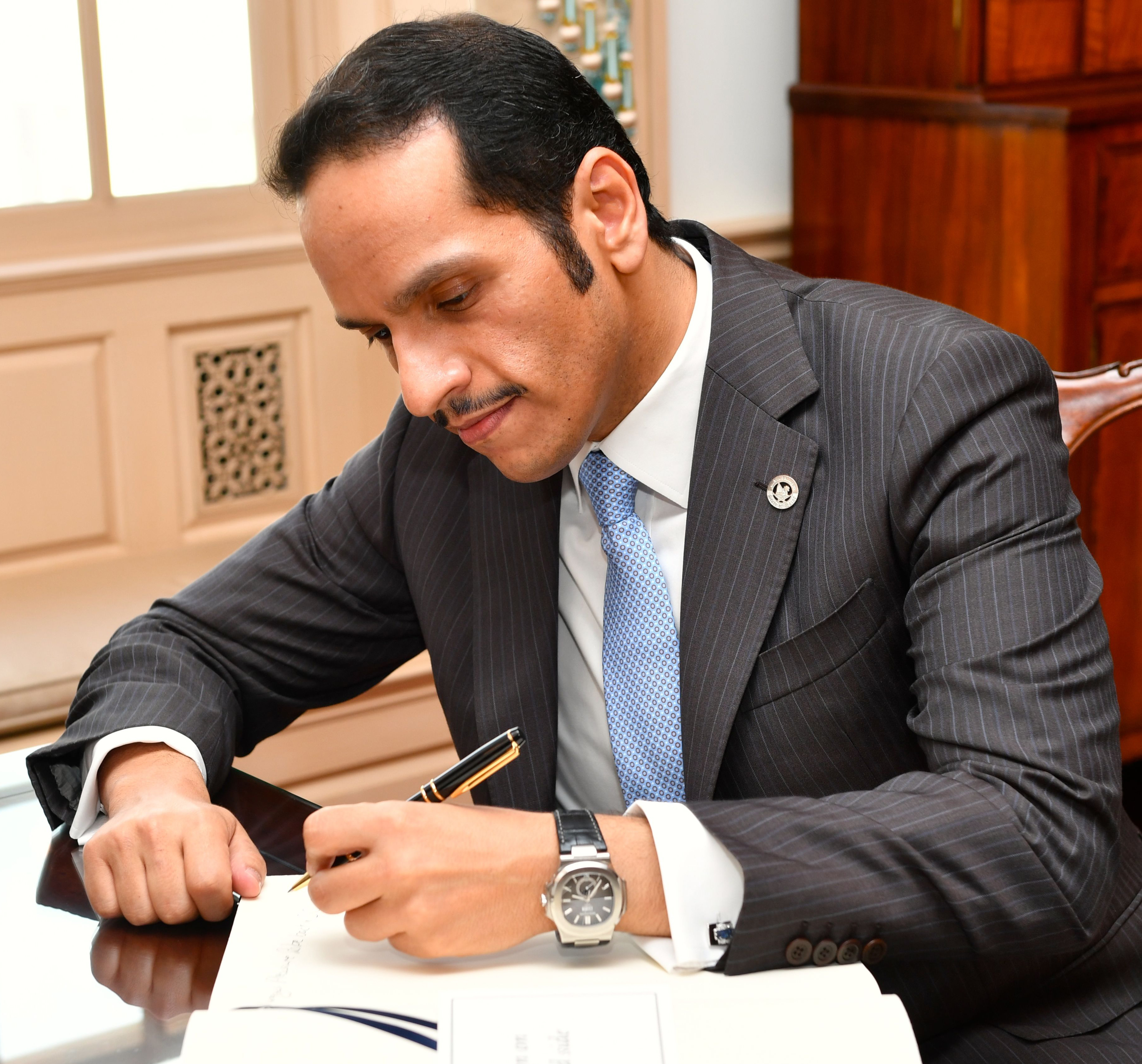
Мохаммед бин Абдулрахман Аль Тани в 2017 году

Шейх Мохаммед ранее занимал пост заместителя премьер-министра страны с 2017 по 2023 год и председателя Инвестиционного управления Катара с 2018 по 2023 год.

## Ранняя жизнь и образование
Шейх Мохаммед родился и вырос в Дохе, Катар. Он является членом королевской семьи Катара как член дома Аль Тани. Он получил степень бакалавра экономики и делового администрирования в Колледже бизнеса и экономики Катарского университета (2003).

## Карьера
В начале своей карьеры шейх Мохаммед работал исследователем экономики в Совете правящей семьи в 2003 году, где позже он занимал должность директора по экономическим вопросам с 2005 по 2009 год.
В 2009 году шейх Мохаммед был назначен директором департамента партнёрства государственного и частного секторов Министерства бизнеса и торговли и основал «Enterprise Qatar» — организацию, оказывающую техническую и финансовую поддержку малым и средним предприятиям.
С 2010 по 2011 год шейх Мохаммед занимал должность секретаря Личного представителя Его Высочества Отца Эмира шейха Хамада ибн Халифы Аль Тани по последующим вопросам в Амири Диван.
В том же году он стал председателем совета директоров Qatar Mining Company.
В 2011 году Шейх Мохаммед стал председателем исполнительного комитета по развитию малого и среднего предпринимательства и председателем совета директоров инвестиционной компании Aspire — Katara.
В 2013 году шейх Мохаммед поступил на работу в Министерство иностранных дел (Катар) в качестве помощника министра иностранных дел по вопросам международного сотрудничества, а годом ранее получил карьерный ранг заместителя министра. Его политика была сосредоточена на содействии многостороннему сотрудничеству, реализации внешней политики Катара в области развития и применении стратегий международного сотрудничества, основанных на Национальном видении Катара на период до 2030 года.

### Премьерство
7 марта 2023 года в результате перестановок в кабинете министров указом Амири № (2) от 2023 года он был назначен премьер-министром Катара.
Приоритеты шейха Мохаммеда на посту премьер-министра включают консультирование Его Высочества эмира Государства Катар шейха Тамима ибн Хамада Аль Тани по вопросам формирования министерств в стране и оказание помощи Его высочеству в выполнении его обязанностей. Шейх Мохаммед также возглавляет заседания Совета министров, включая руководство дискуссиями и надзор за координацией работы между министерствами для достижения единства между правительственными учреждениями и обеспечения интеграции их деятельности.

### Роль министра иностранных дел
Обязанности шейха Мохаммеда как министра иностранных дел включают планирование и реализацию внешней политики Катара, поддержание и расширение стратегических двусторонних и многосторонних отношений страны, руководство посредническими усилиями и укрепление международного мира и безопасности.

### Роль председателя Катарского фонда развития
Будучи председателем Катарского фонда развития, шейх Мохаммед руководит операциями фонда и расширением его деятельности с охватом более 70 стран по всему миру, особенно на Ближнем Востоке, в Азии и Африке.
Шейх Мохаммед вносит свой вклад в поддержку международного развития посредством долгосрочной стратегии фонда, направленной на образование, здравоохранение, расширение экономических прав и возможностей и борьбу с изменением климата. Эта стратегия основана на Национальном видении Катара на период до 2030 года и соответствует Целям устойчивого развития ООН.
Шейх Мохаммед спонсировал запуск нескольких гуманитарных инициатив и инициатив в области развития через Фонд, включая, но не ограничиваясь ими, инициативу «Катар создает видение» в Индии и Бангладеш, инициативу «Квест» по обучению перемещенных сирийцев и беженцев как в Сирии, так и в соседних странах, а также «Лаборатории бизнес-инкубатора». инициатива в сотрудничестве с Программой развития Организации Объединённых Наций.
Руководство шейха Мохаммеда внесло вклад в укрепление связей со странами-получателями помощи и в целом в выдающиеся усилия Катара по координации международных многосторонних действий.

### Должность председателя Инвестиционного управления Катара
В предыдущем качестве шейха Мохаммеда в качестве председателя Инвестиционного управления Катара он руководил Советом директоров QIA и обеспечивал надёжную структуру управления QIA посредством подотчётности и принятия обоснованных решений.
Под его руководством Совет директоров реализовал миссию QIA по обеспечению благополучия будущих поколений посредством долгосрочных ответственных инвестиций, одновременно поддерживая диверсификацию экономики Катара и наблюдая за внедрением ценностей честности, уважения и ответственности в культуру QIA.

## Награды и почётные звания

### Честь Республики Парагвай
24 мая 2023 года президент Парагвая Марио Абдо Бенитес наградил шейха Мохаммеда национальным орденом «За заслуги» (Парагвай). Государственный министр иностранных дел Катара Султан бен Саад аль Мурайхи получил эту честь от имени шейха Мохаммеда.
Эта награда была присуждена в знак признания роли шейха Мохаммеда в поддержке и укреплении отношений между двумя странами.

### Честь Соединённых Штатов
В январе 2021 года Соединённые Штаты в лице Министерства обороны Соединённых Штатов наградили шейха Мохаммеда медалью Министерства обороны за выдающуюся государственную службу, одной из высших наград, присуждаемых официальными лицами США.
Тогдашний советник по национальной безопасности США Роберт О’Брайен вручил медаль послу Катара в США шейху Мешалю бен Хамаду Аль Тани от имени шейха Мохаммеда.
Эта награда была присуждена в знак признания его образцовых дипломатических усилий по укреплению отношений между государством Катар и Соединёнными Штатами, по поддержке и продвижению мирных усилий в Афганистане (включая подписание мирного соглашения между США и движением «Талибан» 29 февраля 2020 года, а также запуск афганского мирного процесса в сентябре 12 декабря 2020 года), содействовать стабильности и процветанию в регионе Ближнего Востока и Северной Африки и урегулировать кризис в Персидском заливе дипломатическим путём.